# Рубенс ді Фалко
Рубенс ді Фалко да Коста (порт. Rubens de Falco da Costa), 19 жовтня 1931, Сан-Паулу — 22 лютого 2008, там само) — бразильський актор театру, кіно та телебачення.

## Біографія
Народився 19 жовтня 1931 в Сан-Паулу . З дитинства мріяв про театр, і з чотирнадцятирічного віку брав участь в аматорських театральних постановках. Початком своєї артистичної кар'єри вважав участь в 1951 році в спектаклі за п'єсою Горького « На дні » 1951 .
Рубенса ді Фалко, який зіграв Леонсіо Алмейду як одного зі своїх торгових марок з негідників, Луселія Сантос назвала «великим лиходієм бразильської телевізійної драми».
Він знову зобразив могутнього власника ферми та безжального власника рабовласниць, жорстокого негідника Барона де Араруну у теленовелі 1986 року, Сінья Моса, разом із Луселією Сантос, яка цього разу знялася як його непокірна дочка.
Останнім акторським виступом Ді Фалко в якості актора був Альмейда в 2004 році в рімейку "Рабині Ізаури".
Помер 22 лютого 2008 року від серцевої недостатності . Похований на кладовищі Консоласан в м. Сан-Паулу.
Він не був одружений і не залишив нащадків.

## Фільмографія
Рубенш де Фалку знявся в багатьох телевізійних серіалах виробництва багатьох Бразильських телекомпаній, в тому числі і «Глобу». В Україні відомий в основному як виконавець ролі лиходія Леонсіо в телесеріалі «Рабиня Ізаура»
Найбільш відомі ролі:
- 1967 - Rainha Louca( Божевільна імператриця), телесеріал — імператор Максиміліан Мексиканський
- 1974 - Supermanoela (Супер-Мануела), телесеріал - Діоженес
- 1975 - Gabriela (Габріела), телесеріал - Осмунду Піментел
- 1976 — Рабиня Ізаура - Леонсіо Алмейда
- 1977 - Dona Xepa (Донна Шепа), телесеріал - Ейтор
- 1978 - O Astro ( зірка), телесеріал - Самір Айяла
- 1978 - A Successora ( Спадкоємиця), телесеріал - Роберто стін
- 1986 — Сеньйорита - Полковник Феррейра
- 1991 - Salome (Саломея), телесеріал - МакГрегор
- 2004 — A Escrava Isaura (Рабиня Ізаура), телесеріал - командор Алмейда